# Wolfgang Wilhelmus
Wolfgang Wilhelmus (* 15. September 1931 in Berlin; † 17. Oktober 2022) war ein deutscher Neuzeithistoriker.

## Leben
Wolfgang Wilhelmus erlebte das Kriegsende 1945 in Berlin-Schöneberg, wurde Bootsbauer in Berlin-Spandau und studierte von 1952 bis 1956 Geschichte, Philosophie und Pädagogik in Greifswald. Er wurde 1963 promoviert. 1976 habilitierte er sich und wurde Dozent. Wolfgang Wilhelmus war von 1981 bis zu seiner Emeritierung 1991 Professor für Neueste Geschichte an der Universität Greifswald.
Er forschte und publizierte zur Geschichte der Arbeiterbewegung in Deutschland und zu den deutsch-schwedischen Beziehungen. 2008 erschien sein Buch Schweden im Fadenkreuz, in dem materialreich die deutsch-schwedischen Beziehungen zwischen 1918 und 1945 analysiert werden. Seit 1987 leitete er einen Arbeitskreis „Geschichte der Juden in Pommern“ und veröffentlichte zahlreiche Schriften zu dieser Thematik. In dem 2013 erschienenen Buch Fäden eines Teppichs – Spuren jüdischen Lebens in Pommern und der Welt berichtet er autobiographisch über seine Begegnungen mit dem Judentum.

## Schriften (Auswahl)
- Der Beginn des organisierten Volkskampfes gegen die imperialistische Spaltungspolitik in Deutschland – die Volkskongreßbewegung 1947–1948. Dissertation, Universität Greifswald, 1963.
- Das faschistische Deutschland und Schweden im zweiten Weltkrieg. Dissertation B, Universität Greifswald, 1976.
- Universität Greifswald 525 Jahre. Redaktion Wolfgang Wilhelmus u. a., Hrsg., Universität Greifswald, Verlag der Wissenschaften, Berlin/DDR 1982.
- Kreisparteiorganisation Greifswald der SED. Chronik. Angefertigt im Auftrag der Kreisleitung der SED Greifswald von einem Autorenkollektiv, geleitet von Wolfgang Wilhelmus; Werner Lamprecht; Jürgen Schröder, Kreisparteiorganisation Greifswald der SED.
- mit Julia Männchen: Der faschistische Pogrom vom 9./10. November 1938 – zur Geschichte der Juden in Pommern. Kolloquium der Sektionen Geschichtswissenschaft und Theologie der Ernst-Moritz-Arndt-Universität Greifswald am 2. November 1988. Wissenschaftliche Beiträge der Ernst-Moritz-Arndt-Universität Greifswald, 1989.
- Juden in Vorpommern. Friedrich-Ebert-Stiftung, Landesbüro Mecklenburg-Vorpommern, Schwerin 1996. Überarbeitete und wesentlich erweiterte Auflage unten:
  - Juden in Vorpommern. Friedrich-Ebert-Stiftung, Landesbüro Mecklenburg-Vorpommern, Schwerin 2007, ISBN 978-3-89892-806-9. Onlinetext der Ausgabe 2007 hier.
- Flucht oder Tod. Erinnerungen und Briefe pommerscher Juden über die Zeit vor und nach 1945. Koch, Rostock 2001, ISBN 3-935319-27-4.
- Geschichte der Juden in Pommern. Koch, Rostock 2004, ISBN 3-937179-41-0.
- Geschichte der Juden in Greifswald und Umgebung. Von den Anfängen bis zum Holocaust. Scheunen-Verlag, Kückenshagen 1999; überarbeitete und erweiterte Fassung: Geschichte der Juden in Greifswald, Wolgast und Umgebung. Von den Anfängen bis zum Holocaust. Scheunen-Verlag, Kückenshagen 2007, ISBN 978-3-934301-08-5.
- Schweden im Fadenkreuz. Deutsch-schwedische Beziehungen 1918–1945. Koch, Rostock 2008, ISBN 978-3-938686-86-7 (Auf S. 440 werden weitere 16 Aufsätze von Wolfgang Wilhelmus zu den deutsch-schwedischen Beziehungen genannt.).
- Auf jeden Wagen kommt es an! Die Namensliste der 1940 aus dem Regierungsbezirk Stettin deportierten Juden (= Zeitgeschichte regional. Sonderheft 3). Mit einer Einleitung zum Geschehen und zum Dokument von Wolfgang Wilhelmus. Rostock 2009, ISBN 978-3-938686-92-8.
- Fäden eines Teppichs: Spuren jüdischen Lebens in Pommern und der Welt. Koch, Rostock 2013, ISBN 978-3-86436-044-2 (mit Publikationsliste des Autors zur jüdischen Geschichte).
- mit Helmut Müssener: Stettin – Lublin – Stockholm. Elsa Meyring: Aus dem Leben einer deutschen Nichtarierin im zwanzigsten Jahrhundert. Ingo Koch-Verlag, Rostock 2015.